# Indochina Francesa
A Indochina Francesa (em francês:  Indochine française; em khmer: សហភាព ឥណ្ឌូចិន, em vietnamita: Đồng Duong thuộc Pháp, pron. [ɗoŋm zɰəŋ tʰuək fǎp] e frequentemente abreviado como Đồng Pháp) foi parte do Império Colonial Francês, do qual foi sua possessão mais rica e populosa. Até o seu desaparecimento, em 1954, reuniu várias possessões francesas no Extremo Oriente: três países do Sudeste da Ásia, hoje independentes (Vietnã, Laos e Cambodja), além de uma porção do território chinês, situada na atual província de Cantão (Guangdong). 
Esses territórios tinham diferentes estatutos e haviam sido conquistados entre 1858 e 1907, durante a expansão francesa na Ásia Oriental: a colônia de Cochinchina (no extremo sul do Vietnã), os protetorados de Annam e do Tonkin (no centro e no norte do Vietnã, respectivamente), o protetorado do Cambodja, o protetorado do Laos e o território chinês de Kouang-Tchéou-Wan, arrendado à França.
O Laos foi introduzido em 1893, e Guangzhouwan em 1900. A capital foi transferida de Saigon (na Cochinchina) para Hanoi (Tonkin), em 1902. Durante a Segunda Guerra Mundial, a colónia foi administrada pela França de Vichy e esteve sob ocupação japonesa. Começando em maio de 1941, o Viet Minh, um exército comunista liderado por Ho Chi Minh, começou uma revolta contra o domínio francês, conhecida como a Primeira Guerra da Indochina.
Em Saigon, o anticomunista Estado do Vietname, liderado pelo antigo imperador Bao Dai, recebeu a independência em 1949. Após o Acordo de Genebra de 1954, o Viet Minh tornou-se o governo do Vietname do Norte, embora o governo Bao Dai continuasse a governar no Vietname do Sul.

## Primeiras intervenções francesas
As relações franco-vietnamitas começaram logo no Século XVII com a missão do padre jesuíta Alexandre de Rhodes. Neste momento, o Vietname estava apenas começando a ocupar o Delta do Mekong, antigo território do indianizado Reino de Champa, que ele havia derrotado em 1471. O envolvimento europeu no Vietname se limitava ao comércio durante o Século XVIII. Em 1787, Pigneau de Behaine, um sacerdote católico francês, solicitou ao governo francês e organizou voluntários militares franceses para auxiliar Gia Long na retomada das terras de sua família perdidas para a Dinastia Tay Son. Pigneau morreu no Vietname, e suas tropas lutaram até 1802 na assistência francesa a Gia Long.
A França esteve fortemente envolvida no Vietname no Século XIX, protegendo o trabalho da Sociedade para as Missões Estrangeiras de Paris. De sua parte, o Império do Vietname via os missionários católicos cada vez mais como uma ameaça política; as cortesãs, por exemplo, uma facção influente no sistema imperial, temiam por seu status em uma sociedade influenciada por uma insistência na monogamia.
Em 1858, o breve período de unificação sob o Império do Vietname terminou com um ataque bem-sucedido em Da Nang pelo almirante francês Charles Rigault de Genouilly, sob as ordens de Napoleão III. Com a missão diplomática de Charles de Montigny tendo falhado, a missão Genouilly foi enviada para interromper as tentativas de expulsar os missionários católicos. Suas ordens eram para parar a perseguição de missionários e garantir a propagação desimpedida da fé. Em setembro, 14 navios franceses, 3 000 homens e 300 soldados filipinos fornecidos pelos espanhóis atacaram o porto de Tourane (atual Da Nang), causando danos significativos, e ocupando a cidade. Após alguns meses, Rigault teve de deixar a cidade devido a questões de suprimentos e doenças.